# HMS Veronica (K37)
HMS Veronica (K37) je bila korveta razreda flower Kraljeve vojne mornarice, ki je bila operativna med drugo svetovno vojno.

## Zgodovina
16. februarja 1942 so korveto predali Vojni mornarici ZDA, ki jo je preimenovala v USS Temptress (PG-62). 26. avgusta 1945 je bila korveta vrnjena Kraljevi vojni mornarici, ki jo je naslednje leto prodala; preurejena je bila v trgovsko ladjo in bila preimenovana v Verolock. Potem ko se je potopila leta 1947, so jo leta 1951 dvignili in nato razrezali v Blythu.